# نراد کوه فانجینگ
نراد کوه فانجینگ (نام علمی: Abies fanjingshanensis) نام یک گونه از سرده نراد است.